# Beroun
Beroun (en allemand : Beraun) est une ville de la région de Bohême-Centrale, en Tchéquie, et le chef-lieu du district de Beroun. Sa population s'élevait à 21 521 habitants en 2025.

## Géographie
Beroun est arrosée par la rivière Berounka, un affluent de la Vltava, et se trouve à 20 km au sud de Kladno et à 28 km au sud-ouest du centre de Prague.
| - OpenStreetMap Limite communale. |

La commune est limitée par Hýskov, Železná et Chyňava au nord, par Vráž, Svatý Jan pod Skalou et Bubovice à l'est, par Srbsko, Tetín et Koněprusy au sud, et par Králův Dvůr et Nižbor à l'ouest.
Sur la route commerciale qui rejoint Prague à Plzeň, elle a toujours été un carrefour et relais.

## Histoire
La première mention écrite de la ville date de 1265. Son nom est dérivé du nom latin de la ville de Vérone en Italie. Menacée d'extinction à plusieurs reprises de son histoire, Beroun ne se développe vraiment que dans la seconde moitié du XIXe siècle avec l'exploitation de carrières de calcaire. Durant la période communiste, une cimenterie y est adjointe.
La ville est également connue pour son activité de céramique: un festival de poterie y est organisé deux fois par an depuis 1997, au printemps et à l'automne, attirant des artisans de plusieurs pays.

## Population
Recensements (*) ou estimations de la population de la commune dans ses limites actuelles :
| 1869* | 1880* | 1890* | 1900*  | 1910*  | 1921*  |
| ----- | ----- | ----- | ------ | ------ | ------ |
| 5 167 | 6 331 | 7 872 | 10 402 | 11 906 | 12 107 |

| 1930*  | 1950*  | 1961*  | 1970*  | 1980*  | 1991*  |
| ------ | ------ | ------ | ------ | ------ | ------ |
| 13 917 | 13 802 | 16 134 | 17 805 | 17 387 | 18 005 |

| 2001*  | 2011*  | 2016   | 2017   | 2018   | 2019   |
| ------ | ------ | ------ | ------ | ------ | ------ |
| 17 459 | 18 819 | 19 207 | 19 307 | 19 439 | 19 510 |

| 2020   | 2021   | 2022   | 2023   | 2024   | 2025   |
| ------ | ------ | ------ | ------ | ------ | ------ |
| 19 641 | 19 988 | 19 984 | 20 809 | 21 272 | 21 521 |

## Personnalités
- Josef Jungmann (1773-1847), philologue, lexicographe, écrivain et traducteur
- Václav Talich (1883-1961), chef d'orchestre et violoniste
- Monica Sweetheart (1981-), actrice pornographique
- Tomáš Macháč (2000-), joueur de tennis

## Jumelages
- Brzeg (Pologne) depuis 2002
- Condega (Nicaragua)
- Goslar (Allemagne) depuis 1989
- Ryswick (Pays-Bas)

## Transports
Par la route, Beroun se trouve à 35 km du centre de Prague.
La ville est desservie par l'autoroute D5 et se trouve à 22 km de l'autoroute périphérique de Prague et à 61 km de Plzen.